# Atletica leggera alla XXX Universiade - Lancio del disco maschile
La specialità del lancio del disco maschile all'Universiade di Napoli 2019 si è svolta tra l'11 ed il 13 luglio 2019.

## Podio
| Oro     | Matthew Denny Australia          |
| Argento | Alin Alexandru Firfirică Romania |
| Bronzo  | Henning Prüfer Germania          |

## Risultati

### Qualificazioni
Si qualificano alla finale gli atleti che lanciano 62,00 m Q o le dodici migliori misure q.
| Posizione | Gruppo | Atleta                     | Nazione     | #1    | #2    | #3    | Risultato | Note |
| --------- | ------ | -------------------------- | ----------- | ----- | ----- | ----- | --------- | ---- |
| 1         | A      | Matthew Denny              | Australia   | 60.32 | 61.46 | 61.61 | 61.61     | q    |
| 2         | B      | Bartłomiej Stój            | Polonia     | x     | 61.00 | 60.07 | 61.00     | q    |
| 3         | B      | Henning Prüfer             | Germania    | 53.19 | 59.80 | 60.93 | 60.93     | q    |
| 4         | B      | Nicholas Percy             | Regno Unito | x     | 58.10 | 60.61 | 60.61     | q    |
| 5         | A      | Gregory Thompson           | Regno Unito | x     | 59.57 | 58.97 | 59.57     | q    |
| 6         | A      | Viktar Trus                | Bielorussia | x     | 59.01 | x     | 59.01     | q    |
| 7         | A      | Maximilian Klaus           | Germania    | x     | x     | 58.83 | 58.83     | q    |
| 8         | B      | Alin Alexandru Firfirică   | Romania     | x     | 58.60 | 58.73 | 58.73     | q    |
| 9         | A      | Róbert Szikszai            | Ungheria    | 56.79 | x     | 58.64 | 58.64     | q    |
| 10        | B      | Werner Visser              | Sudafrica   | 54.61 | 57.27 | 56.44 | 57.27     | q    |
| 11        | B      | Shehab Abdalaziz           | Egitto      | 53.27 | 56.59 | 53.44 | 56.59     | q    |
| 12        | B      | Domantas Poška             | Lituania    | 55.28 | 55.87 | x     | 55.87     | q    |
| 13        | B      | Yusuf Yalçınkaya           | Turchia     | 47.34 | 54.63 | x     | 54.63     |      |
| 14        | A      | Mohd Irfan                 | Malaysia    | 52.75 | 53.03 | 54.28 | 54.28     |      |
| 15        | A      | Rodrigo Cárdenas           | Cile        | x     | 52.49 | 48.09 | 52.49     |      |
| 16        | B      | Edujose Lima               | Portogallo  | 52.18 | x     | x     | 52.18     |      |
| 17        | A      | Simonas Martišius          | Lituania    | x     | 47.19 | 47.49 | 47.49     |      |
| 18        | A      | Juan Ignacio Carballo      | Argentina   | x     | 41.97 | 45.18 | 45.18     |      |
|           | A      | Mohamed Magdi Hamza Khalif | Egitto      |       |       |       | DNS       |      |

### Finale
| Posizione | Atleta                   | Nazione     | #1    | #2    | #3    | #4    | #5    | #6    | Risultato | Note                          |
| --------- | ------------------------ | ----------- | ----- | ----- | ----- | ----- | ----- | ----- | --------- | ----------------------------- |
|           | Matthew Denny            | Australia   | 63.89 | 62.29 | 62.30 | 63.90 | 65.27 | 64.36 | 65.27     |                               |
|           | Alin Alexandru Firfirică | Romania     | 61.13 | 61.61 | 63.74 | 62.01 | x     | x     | 63.74     |                               |
|           | Henning Prüfer           | Germania    | 59.68 | x     | 63.52 | x     | x     | 61.90 | 63.52     | Miglior prestazione personale |
| 4         | Gregory Thompson         | Regno Unito | x     | x     | 61.07 | 60.91 | 62.46 | 61.68 | 62.46     |                               |
| 5         | Róbert Szikszai          | Ungheria    | 59.66 | 61.51 | 60.15 | 59.55 | x     | 60.22 | 61.51     |                               |
| 6         | Bartłomiej Stój          | Polonia     | x     | 59.85 | 61.09 | 60.42 | x     | x     | 61.09     |                               |
| 7         | Nicholas Percy           | Regno Unito | 59.33 | 60.75 | 58.56 | 59.90 | 60.92 | x     | 60.92     |                               |
| 8         | Viktar Trus              | Bielorussia | x     | 59.95 | 59.14 | x     | x     | 59.94 | 59.95     |                               |
| 9         | Domantas Poška           | Lituania    | x     | 56.54 | 59.26 |       |       | 59.94 | 59.26     |                               |
| 10        | Werner Visser            | Sudafrica   | x     | 55.65 | 57.97 |       |       | 59.94 | 57.97     |                               |
| 11        | Shehab Abdalaziz         | Egitto      | 55.21 | x     | x     |       |       | 59.94 | 55.21     |                               |
| 12        | Maximilian Klaus         | Germania    | 53.81 | x     | x     |       |       | 59.94 | 53.81     |                               |